# Zachodni ryt prawosławia
Zachodni ryt prawosławia (Zachodnie prawosławie, prawosławie zachodniego obrządku) – grupa kościołów, które pozostając w komunii (zgodzie) ze wschodnimi Kościołami prawosławnymi, sprawują liturgię właściwą dla tradycji zachodniej, zamiast liturgii wschodniej, takiej jak Boska Liturgia Jana Chryzostoma. Rzadziej termin „zachodnie prawosławie” odnosi się do Kościoła Zachodniego przed Pierwszą Wielką Schizmą.

## Historia
W historii istniały przykłady starych kościołów obrządku zachodniego na terenach pozostających pod wpływem obrządku bizantyjskiego (np. klasztor Saint Mary z Latins, często określany jako Amalfi), jednak za początek ruchu często uważany jest wiek XIX i działalność Juliusa Josepha Overbecka. Overbeck – były ksiądz rzymskokatolicki – przeszedł na luteranizm, następnie w 1865 roku w Londynie konwertował na prawosławie. W 1866 roku przedstawił swoją ideę Zachodniego Kościoła Prawosławnego i zaczął przekonywać innych do tego pomysłu. Metropolita moskiewski Filaret był niezdecydowany co do wniosku Overbecka, ale nie wykluczał całkowicie tego pomysłu. Julius Overbeck w 1869 roku złożył petycję ze 122 podpisami do Świętego Synodu Rosyjskiego Kościoła Prawosławnego  z prośbą o utworzenie Rytu Zachodniego Kościoła Prawosławnego w Anglii, w wyniku czego w 1870 roku został zaproszony do przedstawienia swojego projektu przed komisją w Petersburgu. Jego pomysł uzyskał akceptację komisji, a on sam został wezwany do przedstawienia poprawionej liturgii zachodniej pod ocenę Komisji, co zrobił w grudniu 1870 roku. Projekt został następnie zatwierdzony do użytku na Wyspach Brytyjskich. Następne kilka lat spędził na pracy nad dalszym rozwojem liturgii zachodniej dotyczącej sakramentów, jak również odmawiania brewiarza.
Overbeck próbował również pozyskać do swojego programu starokatolików, którzy dopiero niedawno popadli w schizmę z Kościołem katolickim w związku z ogłoszeniem przez Sobór Watykański I dogmatu o papieskiej nieomylności. W 1876 roku Overbeck zaczął  zwracać się do innych Kościołów prawosławnych o uznanie jego planu. W 1879 roku został przyjęty na audiencji przez patriarchę Konstantynopola Joachima III, który teoretycznie uznał prawo zachodnich Chrześcijan do zachodniego obrządku Kościoła Prawosławnego, a trzy lata później patriarcha ekumeniczny i Synod warunkowo zatwierdzili zachodni obrządek. Jednak wysiłki Overbecka nie doprowadziły ostatecznie do ustanowienia zachodniego prawosławia. Był on szczególnie podejrzliwy w stosunku do roli, jaką Grecy w Londynie (i Patriarchat Konstantynopolitański ogólnie) odgrywali w powstrzymaniu jego zamiarów. 
W 1898 Święty Synod Rosji zorganizował w Czechach diecezję z zastosowaniem zachodniego rytu. 
Pomimo śmierci Overbecka w 1905 roku, idea Zachodniego Kościoła Prawosławnego nie zniknęła. W 1911 roku Arnold Harris Matthew (biskup starokatolicki), wszedł w komunię z Patriarchatem Antiochii oraz Metropolitą Gerasimosem (Messarah) w Bejrucie i papieżem Focjuszem w Aleksandrii. Oba związki powstały w krótkim odstępie czasu i trwały przez okres kilku miesięcy. Mimo że więzi te zostały oprotestowane przez arcybiskupa Canterbury wobec Focjusza i patriarchy Antiochii, grupa Arnolda H. Matthew twierdziła, że komunia nie została nigdy formalnie zerwana. W 1890 roku proboszcz pierwszej społeczności prawosławnej rytu zachodniego Ameryki Północnej – parafii w Green Bay w Wisconsin – ks. Joseph Vilatte, został przyjęty przez biskupa Włodzimierza (Sokołowskiego-Awtonomowa) do Kościoła prawosławnego. Jednakże Vilatte został wkrótce wyświęcony na biskupa w Kościele Jakobickim, który nie jest w komunii z prawosławiem.
Inne małe grupy zachodniego obrządku (np. we Francji – bp. Louis-Charles Winnaet) zostały zaakceptowane, ale zwykle miały niewielki wpływ lub wkrótce ogłaszały niezależność. W Polsce parafie prawosławne obrządku zachodniego zostały ustanowione w 1926 roku jako Polski Narodowy Kościół Prawosławny, lecz ruch ten zamarł po 1939 roku.

## Współczesność
Obecnie istnieją parafie w obrządku zachodnim, m.in. w Rosyjskim Kościele Prawosławnym poza granicami Rosji (ROCOR) i Antiocheńskiej prawosławnej archidiecezji Ameryki Północnej w ramach Antiocheńskiego Wikariatu Rytu Zachodniego (AWRV). Parafie obrządku zachodniego istnieją w krajach o dużej przewadze osób wyznania rzymskokatolickiego lub protestanckiego. Największa ilość parafii zachodniego rytu jest zlokalizowana w Ameryce Północnej jako część AWRV, oprócz tego istnieją też kongregacje w Australii, Nowej Zelandii, Brazylii i Anglii.
Zachodni ryt prawosławia bywa czasem postrzegany jako prawosławna „odpowiedź” na wschodnie kościoły „unijne” w ramach Kościoła rzymskokatolickiego.

## Liturgia
Parafie obrządku zachodniego nie używają jednego rodzaju liturgii, lecz często stosują poszczególne ryty liturgiczne w zależności od ich przynależności przed przyjęciem prawosławia. Obecnie istnieje sześć różnych liturgii używanych przez parafie obrządku zachodniego:
- Boska Liturgia świętego Tichona – obecnie używana przez około dwie trzecie wspólnoty w AWRV. Ryt św. Tichona został opracowany w roku 1928 z wykorzystaniem American Book of Common Prayer i anglikańskiego Mszału. The Book of Common Prayer została zmieniona m.in. przez usunięcie filioque z tekstu Credo Nicejskiego oraz przez dodanie przed komunią modlitwy w obrządku bizantyjskim. Jest wykorzystywana głównie przez parafie powstałe na gruncie anglikańskim.
- Boska Liturgia św. Grzegorza – stosowana przez pozostałą część AWRV, jak również niektóre parafie w ROCOR, jest wersją rzymskiej Mszy trydenckiej zmodyfikowanej przez usunięcie filioque i wstawienie bizantyjskiej epiklezy. Jest ona używana głównie przez parafie powstałe na gruncie ewangelickim, rzymskokatolickim lub starokatolickim.
- Liturgia Sarum – brytyjska adaptacja Boskiej Liturgii św. Grzegorza, która zachowała wiele lokalnych elementów anglo-saksońskich, gallikańskich i celtyckich. Sprawowana m.in. w klasztorze Świętego Mikołaja ROCOR w Ft. Myers na Florydzie. Tekst oparto na XIX-wiecznym angielskim tłumaczeniu mszału Sarum.
- Liturgia angielska – adaptacja anglikańskiego Book of Common Prayer z 1549 roku, zgodnie z kryteriami określonymi przez Święty Synod w Rosji w roku 1907. Ta liturgia została oparta na podstawie Mszału Sarum, Mszału Gotyckiego, rytu Yorku i szkockiej liturgii nonjurorów z 1718 roku. Liturgia nie stanowi tego samego obrzędu, co Liturgia św. Tichona, a oba obrządki pod wieloma względami się różnią.
- Liturgia św. Germanusa – w użyciu przez niektóre parafie ROCOR oraz patriarchatów serbskiego i rumuńskiego. Liturgia św. Germanusa jest zrekonstruowaną wersją tego, co uważa się za obrzęd gallikański, uzupełniony o elementy pochodzące z Bizancjum oraz obrzędy celtyckie i mozarabskie.
- Liturgia Świętego Jana Bożego – sprawowana przez jeden z monasterów ROCOR. Zrekonstruowana wersja obrządków celtyckich pierwszego tysiąclecia – przeznaczona do współczesnego zastosowania.